# Médaille Christopher-Zeeman
Pour les articles homonymes, voir Zeeman.
La médaille Christopher-Zeeman (Christopher Zeeman Medal for Communication of Mathematics) est une distinction mathématique décernée par la London Mathematical Society et l'Institute of Mathematics and its Applications.
Le prix est créé en l'honneur du mathématicien anglais Erik Christopher Zeeman (1925-2016) et vise à « rendre hommage aux mathématiciens qui ont excellé dans la promotion des mathématiques auprès du grand public. Il peut s'agir de mathématiciens académiques travaillant dans des universités, de professeurs de mathématiques au collège, de mathématiciens travaillant dans l'industrie, que ce soit dans la finance ou dans tout autre domaine ».

## Lauréats
- 2022 : Simon Singh[2]
- 2020 : Matt Parker[3]
- 2018 : Hannah Fry[4]
- 2016 : Rob Eastaway (en)[5]
- 2014 : Marcus du Sautoy[6]
- 2011 : John Barrow[7]
- 2008 : Ian Stewart